# クニグンデ・フォン・ホーエンシュタウフェン

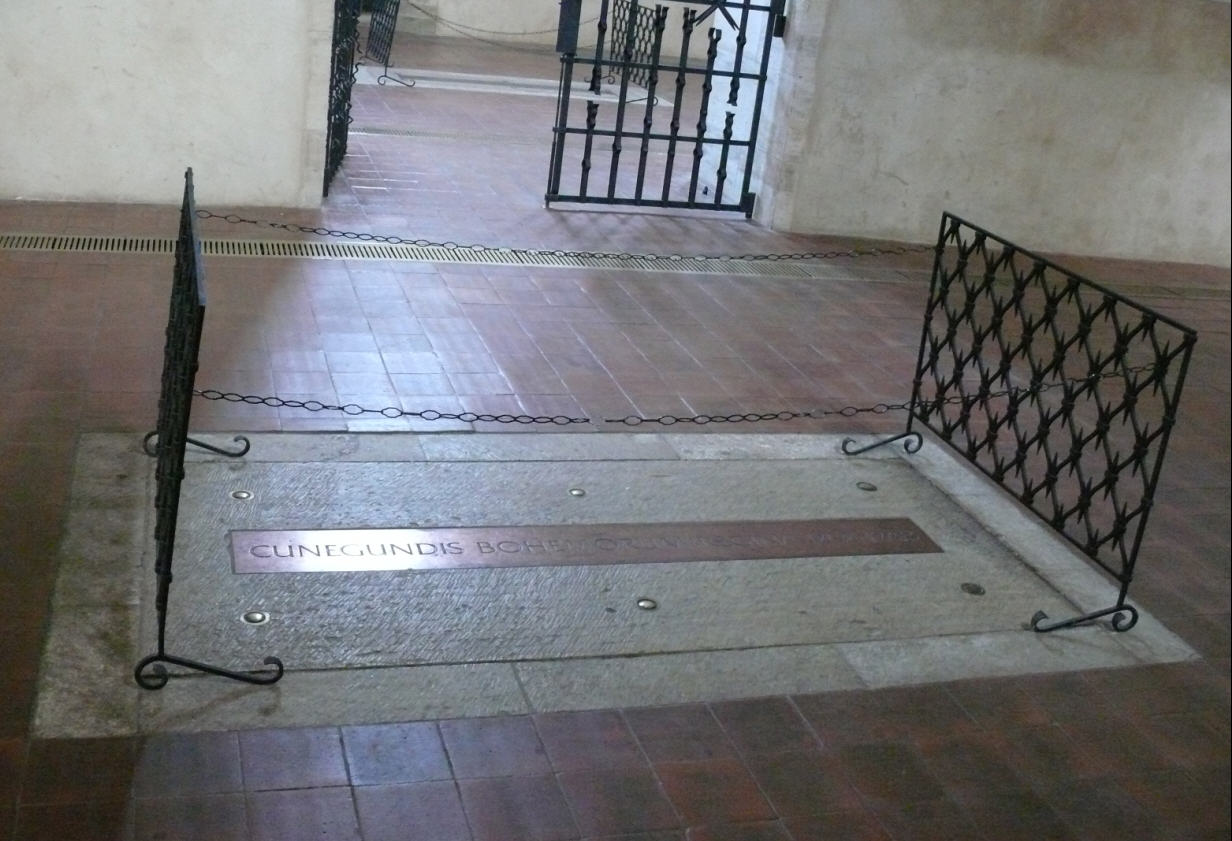
クニグンデの墓（プラハ、聖アネシュカ修道院）

クニグンデ・フォン・ホーエンシュタウフェン（ドイツ語：Kunigunde von Hohenstaufen, 1202年2月/3月 - 1248年9月13日）またはクニグンデ・フォン・シュヴァーベン（Kunigunde von Schwaben）は、ローマ王フィリップとイレーネー・アンゲリナの三女。チェコ語ではクンフタ・シュタウスカ（Kunhuta Štaufská）。

## 生涯
1208年、クニグンデの父フィリップが暗殺され、その数ヶ月後に母イレーネーも五女の出産の際に生まれた娘とともに死去した。
クニグンデはその後まもなく婚約者であったヴァーツラフ1世の住むプラハに移った。ヴァーツラフはボヘミア王オタカル1世と2番目の妃コンスタンツィエの間の生存する最年長の息子であった。1224年、クニグンデはヴァーツラフと結婚した。1228年にクニグンデとヴァーツラフは戴冠を受けた。
1230年、ヴァーツラフ1世がボヘミア王位を継承し、クニグンデは王妃となった。クニグンデは多くの修道院を創建したが、政治面で重要な役割を果たした形跡は見られない。
1239年にヴァールラフ1世の弟モラヴィア辺境伯プシェミスルが嗣子なく死去し、プシェミスル家の後継者はヴェンツェルとクニグンデの間の息子たちのみとなった。長男のヴラディスラフは1247年に死去した。
1248年、次男オタカル2世が不満を持つ貴族にそそのかされて父王ヴァーツラフ1世に反乱を起こした。クニグンデはプラハにとどまっていたが、反乱の最中の1248年9月13日に死去した。夫ヴァーツラフ1世も息子オタカル2世も葬儀に参列しなかった。クニグンデは聖アネシュカ修道院に埋葬された。
反乱は鎮圧され、オタカル2世は牢に入れられたが、まもなく釈放された。

## 子女
- ヴラディスラフ（1228年頃 - 1247年1月3日） - 1246年、バーベンベルク家相続人のゲルトルートと結婚したが翌年に死去した。
- オタカル2世（1230年頃 - 1278年）[1] - ボヘミア王（1253年 - 1278年）
- ボジェナ（1290年5月27日没） - 1243年、ブランデンブルク辺境伯オットー3世と結婚
- アネシュカ（1268年10月10日没） - 1244年、マイセン辺境伯兼テューリンゲン方伯ハインリヒ3世と結婚
- 娘（1248年没）